# Гусола
Гусо̀ла (на италиански: Gussola, на местен диалект: la Ghissola, ла Гисола) е малко градче и община в Северна Италия, провинция Кремона, регион Ломбардия. Разположено е на 27 m надморска височина. Населението на общината е 2722 души (към 2017 г.).